# Dawna sygnalizacja kolejowa w Polsce

## Sygnalizacja do roku 1959

### Sygnalizacja kształtowa

#### Sygnały na semaforach
Obecnie stosowana sygnalizacja kształtowa powstała przez uproszczenie sygnałów wcześniejszych, obowiązujących do 1959 roku.
Zlikwidowano sygnał S4. Pozostałym sygnałom zmieniono nazwy dodając literę „r”. Obrazy sygnałowe dzienne są identyczne do obecnie stosowanych. Sygnał S3 miał dolne światło zielone (obecnie pomarańczowe).
| Sygnały na semaforach kształtowych (dzienne i nocne) | Sygnały na semaforach kształtowych (dzienne i nocne) | Sygnały na semaforach kształtowych (dzienne i nocne) | Sygnały na semaforach kształtowych (dzienne i nocne)                       |
| ---------------------------------------------------- | ---------------------------------------------------- | ---------------------------------------------------- | -------------------------------------------------------------------------- |
| S1 Stój                                              | S2 Wolna droga                                       | S3 Wolna droga ze zmniejszoną szybkością             | S4 Wolna droga ze zmniejszoną szybkością w innym kierunku niż na sygnał S3 |

#### Sygnały na tarczach ostrzegawczych
Większe zmiany dotyczyły tarcz ostrzegawczych. Nazwy pozostały zachowane. Sygnały dzienne są identyczne zaś w sygnałach nocnych zlikwidowano lewą latarnię. Tarcze ostrzegawcze trzystawne zostały wprowadzone w Niemczech w 1935 roku. Na kolejach polskich pojawiły się wraz z niemiecką okupacją. Tarcze trzystawne oznaczone były wskaźnikiem W1t posiadającym w stosunku do W1d (oznaczającego tarcze dwustawne, identycznego z obecnym W 1) trójkątną tablicę z czarnym obramowaniem i czarnym kółkiem. Na rysunkach umieszczono wskaźniki W1d oraz W1t (rysunki nie zachowują rzeczywistych proporcji).

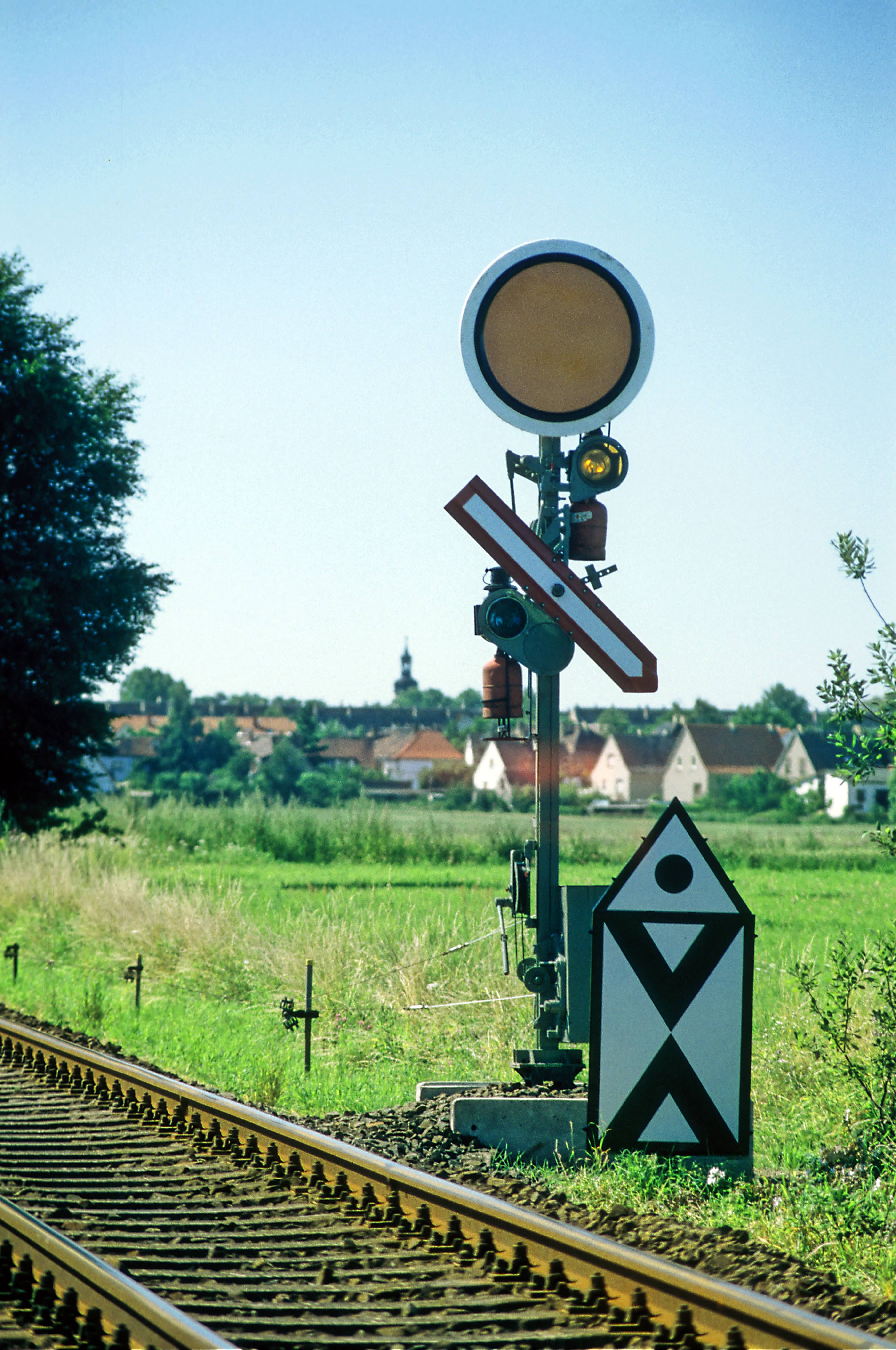
Niemiecki wskaźnik przed tarczą ostrzegawczą trzystawną. Wygląd wskaźnika zbliżony do polskiego W1t

| Sygnały na nieruchomych kształtowych tarczach ostrzegawczych (dzienne i nocne) |
| ------------------------------------------------------------------------------ |
| On W odległości drogi hamowania pociągów znajduje się semafor                  |

| Sygnały na dwustawnych kształtowych tarczach ostrzegawczych (dzienne i nocne) | Sygnały na dwustawnych kształtowych tarczach ostrzegawczych (dzienne i nocne) |
| ----------------------------------------------------------------------------- | ----------------------------------------------------------------------------- |
| Od1 Semafor wskazuje sygnał S1 „Stój”                                         | Od2 Semafor wskazuje sygnał S2, S3 lub S4 „Wolna droga”                       |

| Sygnały na trzystawnych kształtowych tarczach ostrzegawczych (dzienne i nocne) | Sygnały na trzystawnych kształtowych tarczach ostrzegawczych (dzienne i nocne) | Sygnały na trzystawnych kształtowych tarczach ostrzegawczych (dzienne i nocne) |
| ------------------------------------------------------------------------------ | ------------------------------------------------------------------------------ | ------------------------------------------------------------------------------ |
| Ot1 Semafor wskazuje sygnał S1 „Stój”                                          | Ot2 Semafor wskazuje sygnał S2 „Wolna droga”                                   | Ot3 Semafor wskazuje sygnał S3 lub S4 „Wolna droga ze zmniejszoną szybkością”  |

- Niemiecki wskaźnik przed tarczą ostrzegawczą trzystawną.
Wygląd wskaźnika zbliżony do polskiego W1t

### Sygnalizacja świetlna

#### Sygnały na semaforach
| Typowe układy komór semafora świetlnego | Typowe układy komór semafora świetlnego | Typowe układy komór semafora świetlnego |
| --------------------------------------- | --------------------------------------- | --------------------------------------- |
| Semafor jednokierunkowy                 | Semafor dwukierunkowy                   | Semafor trzykierunkowy                  |

|  |  |  |

|  |  |  |

|  |  |

#### Sygnały na tarczach ostrzegawczych
Tak jak w przypadku sygnalizacji kształtowej tarcze ostrzegawcze poprzedzone były wskaźnikiem W1d bądź W1t.
| Obraz sygnału na tarczy ostrzegawczej dwustawnej   | Oznacza                                             |
| -------------------------------------------------- | --------------------------------------------------- |
| Od1 Jedno pomarańczowe światło zwrócone do pociągu | Semafor wskazuje sygnał „Stój”                      |
| Od2 Jedno zielone światło zwrócone do pociągu      | Semafor wskazuje sygnał S2, S3 lub S4 „Wolna droga” |

| Obraz sygnału na tarczy ostrzegawczej trzystawnej                                    | Oznacza                                                                   |
| ------------------------------------------------------------------------------------ | ------------------------------------------------------------------------- |
| Ot1 Jedno pomarańczowe światło zwrócone do pociągu                                   | Semafor wskazuje sygnał „Stój”                                            |
| Ot2 Jedno zielone światło zwrócone do pociągu                                        | Semafor wskazuje sygnał S2 „Wolna droga”                                  |
| Ot3 Jedno pomarańczowe i jedno zielone światło na jednym pionie, zwrócone do pociągu | Semafor wskazuje sygnał S3 lub S4 „Wolna droga ze zmniejszoną szybkością” |

#### Sygnał zastępczy
Sygnał ten wprowadzony został przez Niemców, w czasie II wojny światowej, na wzór rozwiązania stosowanego na kolejach niemieckich. Wcześniej nie występował na PKP.
| Sygnał zastępczy | Sygnał zastępczy                                                           |
| --- | -------------------------------------------------------------------------- |
| Sz Trzy białe światła, tworzące trójkąt równoboczny, zwrócony podstawą do dołu, na słupie semafora wskazującego sygnał S1 „Stój” | Można przejechać semafor wskazujący sygnał S1 „Stój” bez pisemnego rozkazu |

#### Semafor z tarczą ostrzegawczą odnoszącą się do następnego semafora
Semafor z tarczą ostrzegawczą, odnoszącą się do następnego semafora, otrzymuje się poprzez umieszczenie tarczy ostrzegawczej z prawej strony poniżej latarń. Rozwiązanie takie stosowano, gdyż semafory w tamtym czasie nie informowały o następnym sygnale. Stosowano je głównie jako semafory wjazdowe. W przypadku gdy semafor wskazywał sygnał S1 „Stój” tarcza ostrzegawcza przy nim była wygaszona. Przed słupem takiego semafora ustawiano wskaźnik W1d.
| Semafor z Muzeum Techniki PKiN. Posiada tarczę ostrzegawczą odnoszącą się do następnego semafora oraz wskaźnik sygnału zastępczego |

#### Semafory samoczynnej blokady liniowej
Do roku 1959 malowanie słupa nie świadczyło o rodzaju sygnalizatora. Wszystkie słupy malowane były na biało. Wobec czego semafory samoczynne oznaczane były wskaźnikiem W13, a semafory trzystawne dodatkowo wskaźnikiem W14 umieszczonym pod W13.
| Wskaźniki na semaforach SBL | Wskaźniki na semaforach SBL                                 |
| --- | ----------------------------------------------------------- |
| W13 Trójkątna biała tablica, a na niej czarny trójkąt, zwrócony wierzchołkiem ku dołowi                                            | Oznacza miejsce ustawienia semafora samoczynnego            |
| W14 Prostokątna biała tablica z czarnym obramowaniem, a na niej dwa czarne kąty, jeden na drugim, zwrócone wierzchołkami ku dołowi | Oznacza miejsce ustawienia semafora świetlnego trzystawnego |

| Semafory odstępowe dwustawne                                                | Semafory odstępowe dwustawne |
| --------------------------------------------------------------------------- | ---------------------------- |
| Sd1 Dwa czerwone światła na jednym pionie na semaforze, zwrócone do pociągu | „Stój”                       |
| Sd2 Zielone światło na semaforze, zwrócone do pociągu                       | „Wolna droga”                |

| Semafory odstępowe trzystawne                              | Semafory odstępowe trzystawne                       |
| ---------------------------------------------------------- | --------------------------------------------------- |
| St1 Dwa czerwone światła na semaforze, zwrócone do pociągu | „Stój”                                              |
| St2 Pomarańczowe światło na semaforze, zwrócone do pociągu | Następny semafor wskazuje sygnał S1 albo St1 „Stój” |
| St3 Zielone światło na semaforze, zwrócone do pociągu      | „Wolna droga”                                       |

#### Sygnalizacja manewrowa
Tarcze manewrowe zarówno świetlne, jak i kształtowe identyczne jak współczesne. Występują zarówno sygnalizatory na maszcie, jak i karzełkowe. Jedyna różnica to nazwa sygnału: M1 oraz M2 (obecnie sygnały świetlne to Ms1 i Ms2). Semafory nie miały możliwości wyświetlania sygnałów manewrowych. W razie potrzeby ustawiano tarczę manewrową przed semaforem.
| Tarcze manewrowe                                        | Tarcze manewrowe        |
| ------------------------------------------------------- | ----------------------- |
| M1 Niebieskie światło na słupie tarczy (lub na latarni) | Przetaczanie zabronione |
| M2 Matowo-białe światło latarni                         | Przetaczanie dozwolone  |

## Sygnalizacja w latach 1959-1969

### Sygnały na semaforach świetlnych

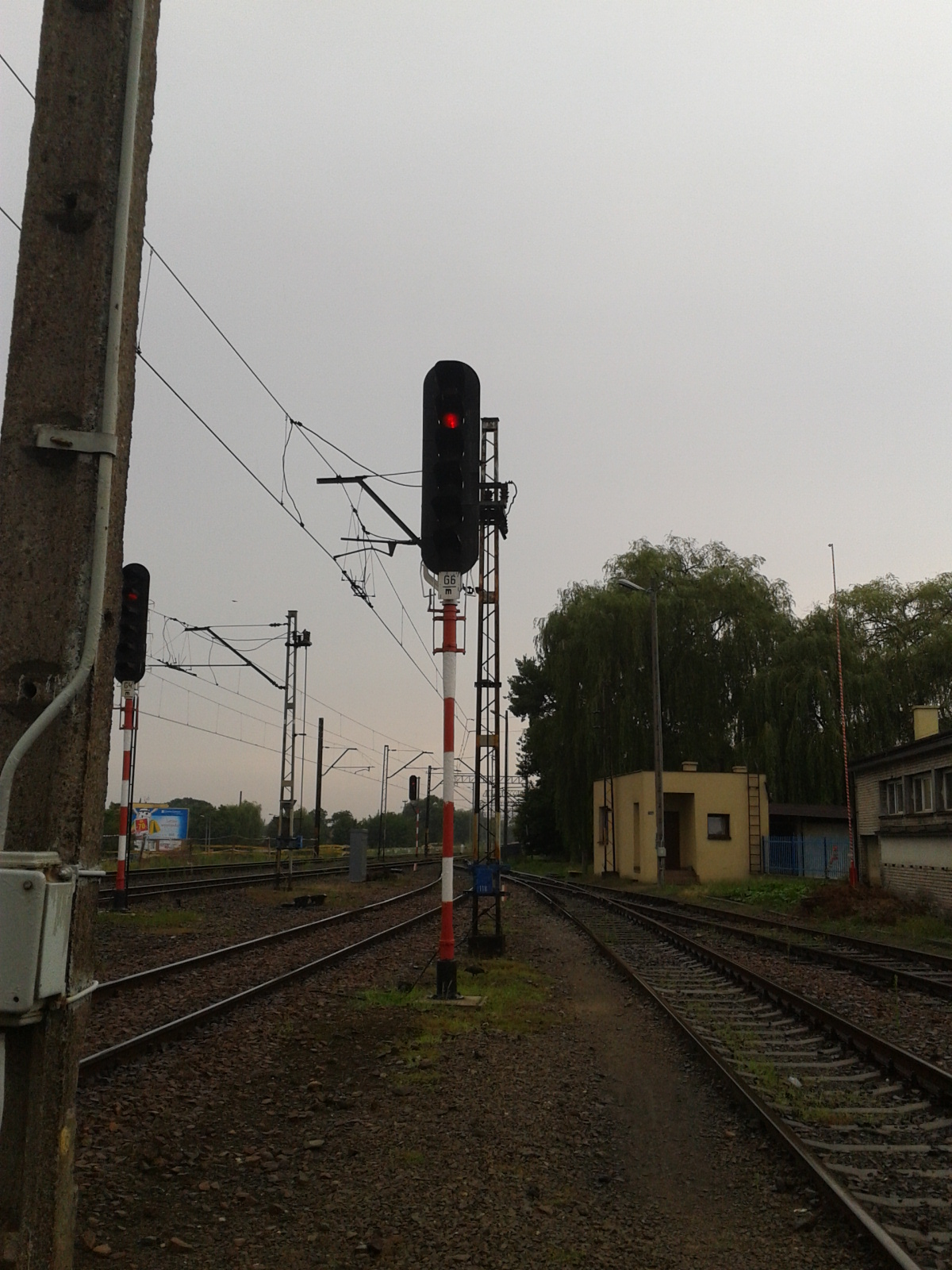
Sześciokomorowy semafor w Tarnowie

Z okresu tego pochodzą semafory świetlne sześciokomorowe. Typowy układ komór takiego semafora przedstawiony został na rysunku. Obecnie nie ustawia się już semaforów sześciokomorowych, jednak nadal można takie spotkać. Część z nich wyświetla sygnały podane poniżej (jako sygnały stosowane do odwołania). Niektórym zmieniono układ komór świetlnych, by wskazywały sygnały współczesne. Stacje kolejowe nadal wyposażone w ten typ sygnalizacji to np. Pilawa, Skierniewice, Kutno.
| Najczęstsze układy komór sygnalizatorów                                                               | Najczęstsze układy komór sygnalizatorów                        | Najczęstsze układy komór sygnalizatorów                                      | Najczęstsze układy komór sygnalizatorów                                       | Najczęstsze układy komór sygnalizatorów | Najczęstsze układy komór sygnalizatorów | Najczęstsze układy komór sygnalizatorów |
| --- | -------------------------------------------------------------- | ---------------------------------------------------------------------------- | ----------------------------------------------------------------------------- | --------------------------------------- | --------------------------------------- | --------------------------------------- |
| |                                                                |                                                                              |                                                                               |                                         |                                         |                                         |
| Semafor sześciokomorowy. Stosowany jako wjazdowy bądź wyjazdowy na linie z samoczynną blokadą liniową | Semafor wjazdowy o ograniczonej liczbie wyświetlanych sygnałów | Semafor wyjazdowy z możliwością podania sygnału zastępczego bądź manewrowego | Semafor wyjazdowy bez możliwości podania sygnału zastępczego bądź manewrowego | Tarcza ostrzegawcza                     | Sygnalizator powtarzający               | Semafor SBL                             |

| Obraz sygnału na semaforach wjazdowych lub wyjazdowych                                                                                              | Oznacza |
| --- | --- |
| Sygnał S1 czerwone światło | „Stój” |
| Sygnał S2 jedno światło pomarańczowe | Wjazd lub wyjazd, następny semafor wskazuje sygnał „Stój”. Obecnie oznaczony jako S5                                                                                                |
| Sygnał S3 dwa światła pomarańczowe | Wjazd lub wyjazd ze zmniejszoną szybkością, następny semafor wskazuje sygnał „Stój”. Obecnie oznaczony jako S13 (a z wyższą prędkością S13a i S9)                                   |
| Sygnał S4 jedno światło zielone | Wolna droga, następny sygnał zezwala na jazdę. Obecnie oznaczony jako S2 |
| Sygnał S5 dwa światła zielone | Wolna droga ze zmniejszoną szybkością, następny sygnał zezwala na jazdę. Obecny odpowiednik to S10, z dolnym światłem wymienionym na pomarańczowe (a z wyższą prędkością S10a i S6) |
| Sygnał S6 światło zielone i nad nim światło pomarańczowe                                                                                            | Wolna droga, następny semafor wskazuje sygnał zezwalający na jazdę ze zmniejszoną szybkością. Obecne odpowiedniki to S3 i S4 – migające zielone albo pomarańczowe                   |
| Sygnał zastępczy „Sz” jedno migające światło na semaforze lub na słupie semafora wskazującego sygnał „S1”, lub wątpliwy sygnał, lub nieoświetlonego | Można przejechać semafor wskazujący sygnał „stój”, lub wątpliwy sygnał, bądź semafor nieoświetlony bez pisemnego rozkazu                                                            |
| Sygnał Ms2 białe światło w dolnej komorze przy pozostawionym świetle czerwonym                                                                      | Jazda manewrowa dozwolona |

### Sygnały na tarczach ostrzegawczych świetlnych
| Sygnały na tarczach ostrzegawczych świetlnych | Sygnały na tarczach ostrzegawczych świetlnych                   |
| --------------------------------------------- | --------------------------------------------------------------- |
| Os1                                           | Semafor wskazuje sygnał „Stój”                                  |
| Os2                                           | Semafor wskazuje sygnał „Wolna droga”                           |
| Os3                                           | Semafor wskazuje sygnał „Wolna droga ze zmniejszoną szybkością” |

### Sygnały na sygnalizatorach powtarzających
| Sygnały powtarzające                                                                            | Sygnały powtarzające                                                   |
| ----------------------------------------------------------------------------------------------- | ---------------------------------------------------------------------- |
| Sp1 jedno światło pomarańczowe i jedno białe zwrócone do pociągu                                | Semafor wskazuje sygnał „Stój”                                         |
| Sp2 jedno światło zielone i jedno białe zwrócone do pociągu                                     | Semafor wskazuje sygnał zezwalający na jazdę                           |
| Sp3 jedno światło pomarańczowe, jedno białe i jedno zielone w jednym pionie zwrócone do pociągu | Semafor wskazuje sygnał zezwalający na jazdę ze zmniejszoną szybkością |

### Sygnały na semaforach samoczynnej blokady liniowej
| Blokada dwustawna            | Blokada dwustawna |
| ---------------------------- | ----------------- |
| Sygnał „S1" czerwone światło | „Stój”            |
| Sygnał „S4" światło zielone  | „Wolna droga”     |

| Blokada trzystawna               | Blokada trzystawna                                                                                  |
| -------------------------------- | --------------------------------------------------------------------------------------------------- |
| Sygnał „S1" czerwone światło     | „Stój”                                                                                              |
| Sygnał „S2" światło pomarańczowe | Przejazd dozwolony, następny semafor wskazuje sygnał „S1" – „Stój”. Jeden odstęp blokowy jest wolny |
| Sygnał „S4" światło zielone      | „Wolna droga” Następny semafor wskazuje sygnał dozwalający jazdę                                    |

| Ostatni semafor blokady samoczynnej na szlaku przed semaforem wjazdowym | Ostatni semafor blokady samoczynnej na szlaku przed semaforem wjazdowym                        |
| ----------------------------------------------------------------------- | ---------------------------------------------------------------------------------------------- |
| Sygnał „S6" światło zielone i pomarańczowe                              | „Wolna droga”, semafor wjazdowy wskazuje sygnał zezwalający na jazdę ze zmniejszoną szybkością |

### Dawna sygnalizacja obecnie
Dawna sygnalizacja przetrwała na niewielu stacjach. Występują na nich semafory sześciokomorowe zarówno jako wjazdowe, jak i wyjazdowe. W niektórych miejscach istnieją semafory sześciokomorowe wyświetlające współczesne sygnały, mając jedną komorę nieczynną i zmienioną kolejność świateł. Spotykane są także tarcze ostrzegawcze trójkomorowe (z jedną komorą nieczynną) oraz tarcze dwukomorowe z dolnym światłem zielonym, wyświetlające obecne sygnały.
Wiele semaforów trzy i czterokomorowych z dwiema zielonymi latarniami zostało dostosowane do współczesnych standardów. Było to o tyle proste, że wystarczyło zmienić soczewkę dolnej zielonej latarni na pomarańczową, bez dalszych modyfikacji urządzeń. Istniały także w tamtym okresie semafory wjazdowe cztero bądź pięciokomorowe wyświetlające sygnały S1, S2, S3, S4 (i jeśli wyposażone w komorę światła białego także Sz, ze względu na drogi przebiegów nie były potrzebne sygnały S5 i S6). One nie wymagały modyfikacji. Od semaforów ustawionych po zmianie sygnalizacji można odróżnić je położeniem komory światła zielonego: najniższa bądź druga od dołu w przypadku semaforów ze światłem białym. Późniejsze sygnalizatory posiadają komorę światła zielonego na najwyższym miejscu. Sygnalizacja tak zmodyfikowana znajduje się na stacji Celestynów. Ponadto odcinek linii kolejowej nr 7 od Zabieżek do Otwocka posiada SBL ze starym układem świateł na semaforach (zielone na dole).